# Prochaines élections législatives bangladaises
Les prochaines élections législatives bangladaises se déroulent au Bangladesh afin de renouveler les membres du parlement du Bangladesh, le Jatiya Sangsad.
Le scrutin intervient dans un contexte de démission de la Première ministre Sheikh Hasina lors des manifestations de 2024 au Bangladesh.

## Contexte

### Gouvernement de Sheikh Hasina

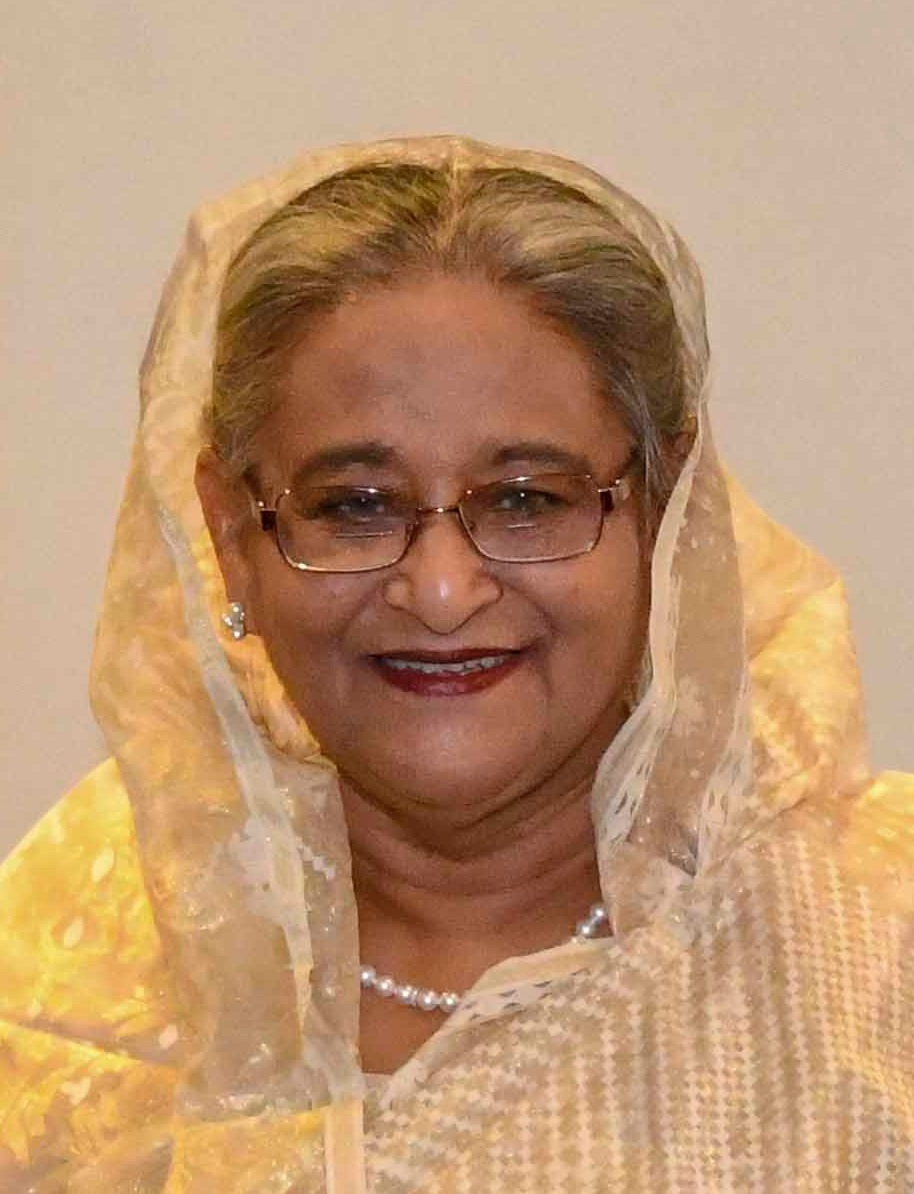
Sheikh Hasina.

La Ligue Awami est au pouvoir depuis 2008 sous la direction de la Première ministre Sheikh Hasina. Les précédentes élections législatives en décembre 2018 voient ainsi la Ligue remporter à nouveau une large majorité des sièges au sein de sa coalition gouvernementale, la Grande alliance. Les élections se déroulent cependant dans un climat d'affrontement sanglants entre partisans de l'opposition et du gouvernement, qui met en place une répression politique à l'égard de ses opposants, emprisonnés ou poursuivis en justice. A la tête du principal parti d'opposition, le Parti nationaliste du Bangladesh (BNP), l’ancienne première ministre Khaleda Zia est ainsi condamnée à dix ans de prison pour corruption, et son fils et successeur désigné Tarique Rahman à la prison à vie pour conspiration. Son remplaçant, Kamal Hossain, décide de ne pas renouveler l'appel au boycott du BNP en 2014 et se coalise avec plusieurs partis d'opposition, formant le Front d'unité nationale. La victoire de la Grande alliance est rejetée comme illégitime par le Front d'unité nationale, qui accuse le gouvernement de fraude électorale et exige en vain la mise en place d'un gouvernement apolitique de transition,.
En 2023, le BNP décide de boycotter les élections à venir, en l'absence d'une organisation libre et équitable du scrutin par un gouvernement d'intérim,.
Dépourvu de suspense quant à son issue, le scrutin aboutit comme attendu à la victoire de la Ligue Awami, qui remporte une large majorité face au boycott des principaux partis d'opposition. La Ligue ne parvient cependant pas à obtenir une forte participation. Devenu le seul enjeu des élections, celui-ci s'établit finalement à environ 40 % des électeurs. Le scrutin est néanmoins une victoire pour la Première ministre Sheikh Hasina qui obtient un cinquième mandat, soit le quatrième consécutif depuis 2008.
L'opposition dénonce un « simulacre d'élection », le Parti nationaliste du Bangladesh allant jusqu'à accuser le gouvernement de bourrage des urnes. Tarique Rahman qualifiant quant à lui le scrutin de « honte pour les aspirations démocratiques du Bangladesh ».
Le vote est par ailleurs reporté au 13 janvier dans les circonscriptions de Naogaon-2 et Mymensingh-3 en raison de la mort de candidats en lice, laissant deux sièges vacants dans l'intervalle. Les deux sièges sont remportés par des candidats de la Ligue Awami,.

### Manfestations de 2024

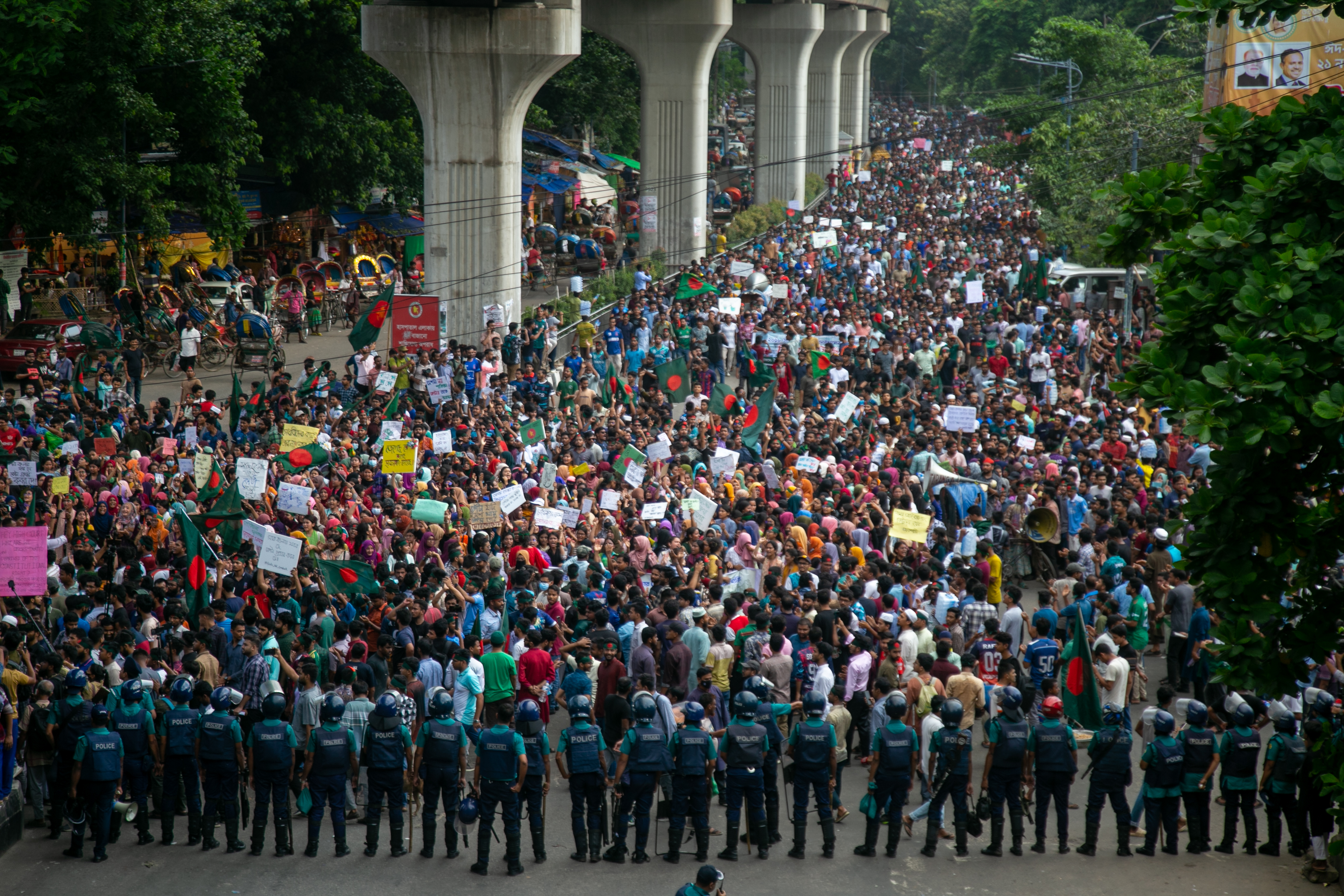
Policier face à une foule de manifestants le 6 juillet 2024.

Après la publication de la décision de la Cour suprême qui modifie le système de quotas d'avant 2018 dans les emplois gouvernementaux pour les étudiants, le 5 juin 2024, plusieurs étudiants venant de différentes universités de Dacca organisent des mobilisations contre le système de quotas. Ainsi, avec ce système de quotas, l'immense majorité des emplois dans la fonction publique sont réservés aux vétérans de la guerre d'indépendance et à leurs descendants, ce qui favorise les membres de la Ligue Awami au pouvoir.
De nombreuses universités publiques du pays sont concernées par le mouvement, rapidement rejointes par des universités privées. Après quelques jours de contestation, la Cour d'appel décrète le statu quo pour quatre semaines à partir du 10 juillet, annulant la réforme voulue par la Cour suprême. En réaction au verdict de la cour, les étudiants annoncent vouloir se débarrasser pour de bon des quotas, et que cette décision n'est qu'un début de satisfaction de leurs revendications. Le mouvement affecte également les réseaux ferrés et routiers nationaux dans les villes de Dacca, Chittagong, Comilla, Jessore, Rangpur et Râjshâhî.
Le 15 juillet, des violences ont lieu, opposant des étudiants manifestant contre les quotas et des membres des forces de l'ordre et de la Bangladesh Chhatra League (BCL), organisation de jeunesse du parti au pouvoir, la ligue Awami. Les militants de la BCL sont équipés d'armes de fortune et secondés par les forces de police. Le pays décide également de couper Internet le soir du 18 juillet, quelques jours après avoir décidé de fermer les universités du pays. Le 19 juillet, des affrontements entre policiers et manifestants ont lieu dans le quartier aisé de Banani (en), après que de nombreux étudiants ont bloqué plusieurs routes du quartier. La police utilise du gaz lacrymogène pour tenter de disperser les participants. Le même jour, des militants prennent d'assaut une prison, en prennent le contrôle et libèrent plusieurs centaines de prisonniers, selon les autorités du Bangladesh. Ils quittent le bâtiment avant de l'incendier. Tous les rassemblements organisés à Dacca le 19 juillet sont interdits et un couvre-feu est instauré.
Au moins 52 personnes sont tuées et plus de 700 personnes ont été blessées, dont 104 policiers et 30 journalistes le 19 juillet, portant le nombre de décès à au moins 105.

### Chute du gouvernement
Le 4 août, lors de la journée la plus sanglante depuis le début du mouvement, 97 personnes sont tuées dans des affrontements violents entre des manifestants anti-gouvernementaux et des unités de police,. Le 5 août 2024, elle démissionne et quitte le Bangladesh en hélicoptère après la prise d'assaut du palais du gouvernement par des manifestants. Le chef de l'armée Waker-uz-Zaman annonce la formation d'un gouvernement avec l'opposition excluant le parti au pouvoir,,.
Les représentants des manifestants appellent à nommer l'opposant et prix Nobel de la paix Muhammad Yunus comme Premier ministre. Le 6 août, le président de la République Mohammad Shahabuddin dissout le Parlement et nomme Yunus pour diriger le gouvernement après des discussions avec l'armée et le mouvement.

## Système électoral

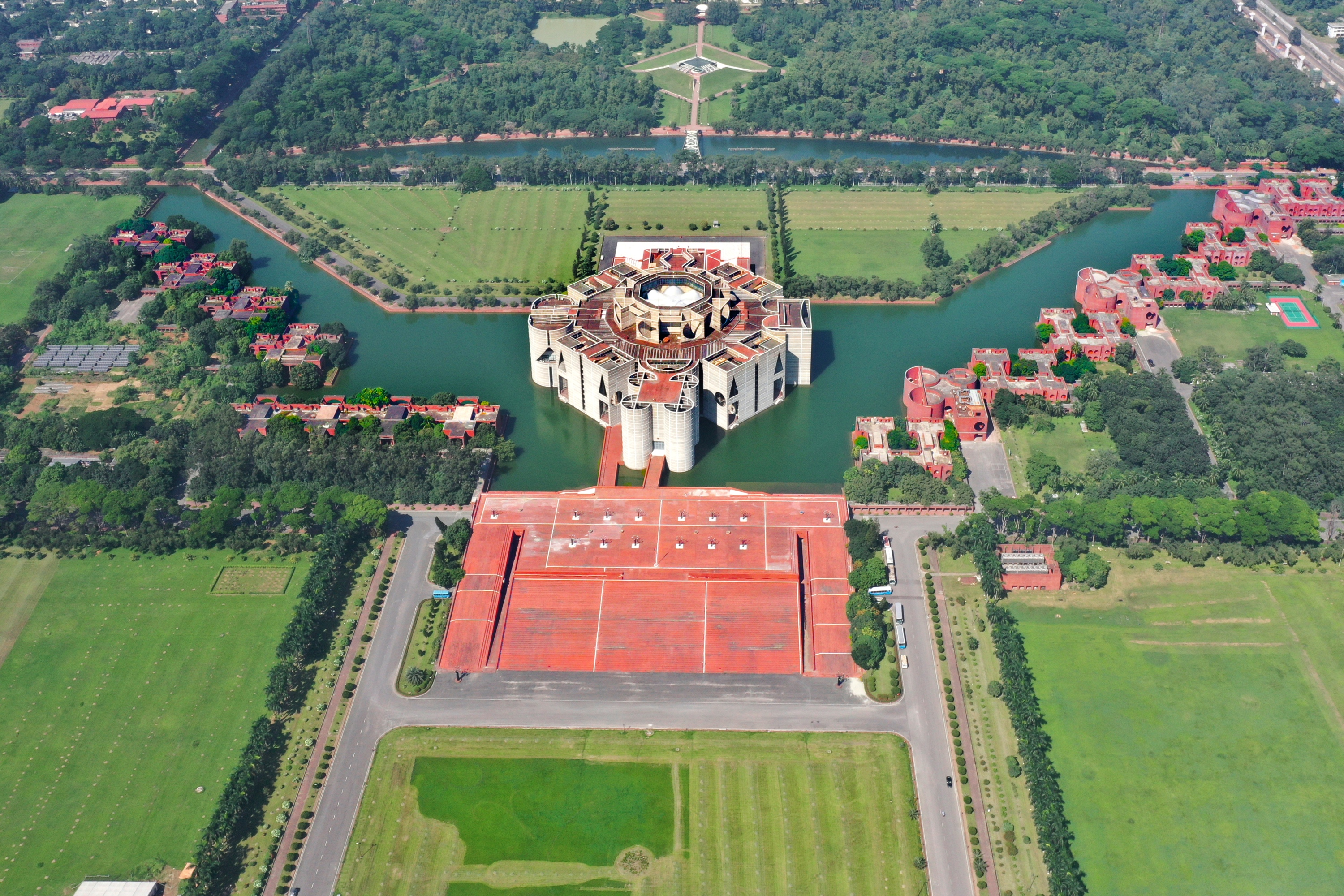
Bâtiment du parlement à Dacca.

Le Bangladesh est doté d'un parlement monocaméral, le Jatiya Sangsad, composé de 350 sièges pourvus pour cinq ans dont 300 scrutin direct uninominal majoritaire à un tour dans autant de circonscriptions. Est ainsi élu le candidat ayant réuni le plus de suffrages dans sa circonscription. Les 50 sièges restants, réservés aux femmes, sont répartis entre les différents partis proportionnellement à leurs part des voix, et les candidates validées par un vote du Parlement.
Les candidats doivent obligatoirement être âgés d'au moins vingt cinq ans, ne posséder que la nationalité bangladaise, et ne pas avoir été libéré d'une condamnation à plus de deux ans de prison dans les cinq années précédant le scrutin. Il n'est pas imposé de limite du nombre de mandat, et l'appartenance à un parti politique n'est pas obligatoire, mais un candidat indépendant doit préalablement réunir les signatures de soutien d'au moins un pour cent des électeurs de sa circonscription, sauf s'il s'agit d'un candidat ayant déjà été député,,. Un candidat peut se présenter dans plusieurs circonscriptions à la fois, une pratique courante pour les dirigeants des principales formations politiques. En cas de victoire multiple, il ne peut cependant en conserver qu'un seul, les autres étant remis en jeu lors d'élections partielles.
Une fois élu, les députés ont interdiction d'être absents sans justification plus de 90 jours consécutifs, sous peine de se voir retirer leur mandat. Il en va de même pour la dissidence vis à vis de leur parti, très strictement restreinte par la Constitution de 1972. Cette dernière interdit ainsi aux députés de quitter le parti sous l'étiquette duquel ils ont été élu, mais également de voter à l'encontre des directives de leur parti, ou même de s’abstenir ou d'être volontairement absent. Un député qui enfreint l'une de ces règles perd automatiquement son siège, ce qui conduit à la tenue d'une élection partielle dans sa circonscription, à laquelle il peut néanmoins se représenter sous une autre étiquette.

## Candidats

### Parti nationaliste du Bangladesh
Au Parti nationaliste du Bangladesh le chef du parti Khaleda Zia ancienne première ministre de 1991 à 1996 et de 2001 à 2006 est candidate pour un troisième mandat, en prison depuis 2018 elle est finalement libérée à l'occasion de la démission et l'exil de la première ministre Sheikh Hasina.

### Parti jatiya (Ershad)
Depuis 2024, le parti est entre les mains de Ghulam Muhammed Quader déjà candidat  à l'élections  précédente il annonce vouloir se présenter au prochaine élection.

### Bangladesh Jamaat-e-Islami
Ce parti est dirigé depuis 2016 par Shafiqur Rahman qui annonce ce présenter aux prochaines élections .

### Ligue Awami
En raison de la démissions et l'exil de la présidente du parti Sheikh Hasina aucun membre du parti n'a annoncé sa candidature pour le moment.
Liste des candidats
| Illustration | Nom du candidat        | Age                      | Parti                            |
| ------------ | ---------------------- | ------------------------ | -------------------------------- |
|              | Khaleda Zia            | 79 ans (15 août 1945)    | Parti nationaliste du Bangladesh |
|              | Ghulam Muhammed Quader | 76 ans (24 février 1948) | Parti jatiya (Ershad)            |
|              | Shafiqur Rahman        | 65 ans (31 octobre 1958) | Bangladesh Jamaat-e-Islami       |